# Stereocyclops
A Stereocyclops a kétéltűek (Amphibia) osztályába, valamint a békák (Anura) rendjébe és a szűkszájúbéka-félék (Microhylidae) családjába tartozó nem. A molekuláris genetikai vizsgálatok arra utalnak, hogy a nem a Dasypops és a Myersiella nemeket is tartalmazó klád tagja.

## Előfordulása
A nembe tartozó fajok Brazília keleti résének endemikus fajai.

## Rendszerezés
A nembe az alábbi fajok tartoznak:

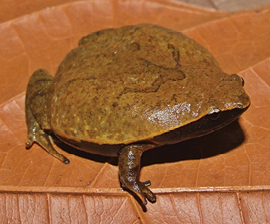
Stereocyclops histrio

- Stereocyclops histrio (Carvalho, 1954)
- Stereocyclops incrassatus Cope, 1870
- Stereocyclops palmipes Caramaschi, Salles & Cruz, 2012
- Stereocyclops parkeri (Wettstein, 1934))